# Sorano
Sorano és un municipi situat al territori de la província de Grosseto, a la regió de la Toscana (Itàlia).
Limita amb els municipis d'Acquapendente, Castell'Azzara, Latera, Manciano, Onano, Pitigliano, Proceno i Semproniano.
Pertanyen al municipi les frazioni de Castell'Ottieri, Elmo, Montebuono, Montevitozzo, Montorio, San Giovanni delle Contee, San Quirico, San Valentino i Sovana.

## Galeria

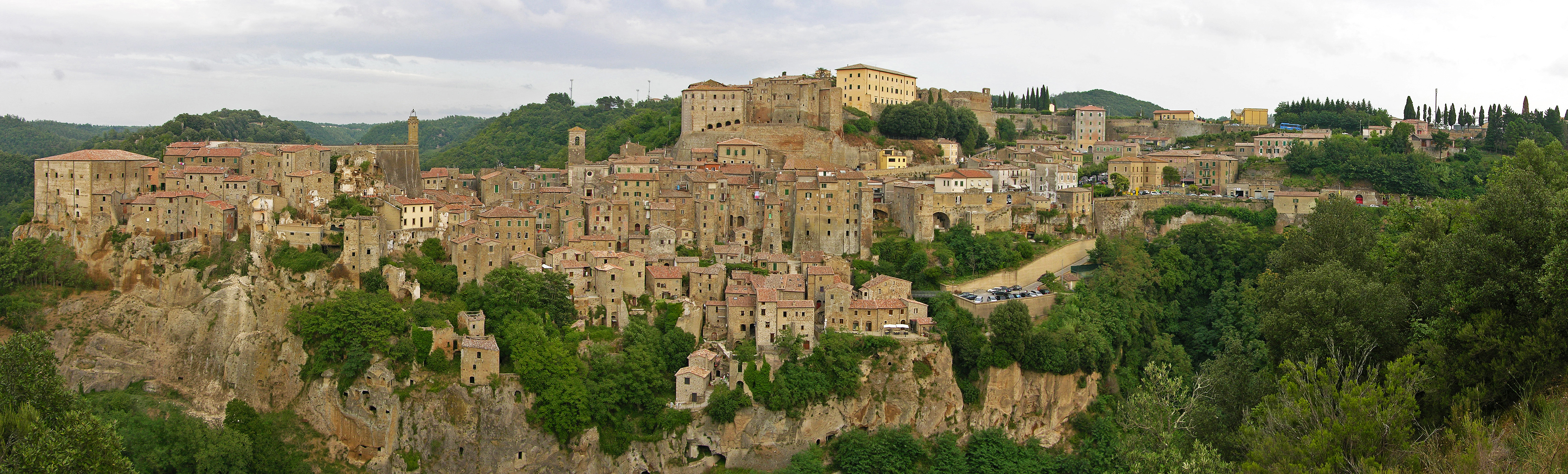
Vista del poble
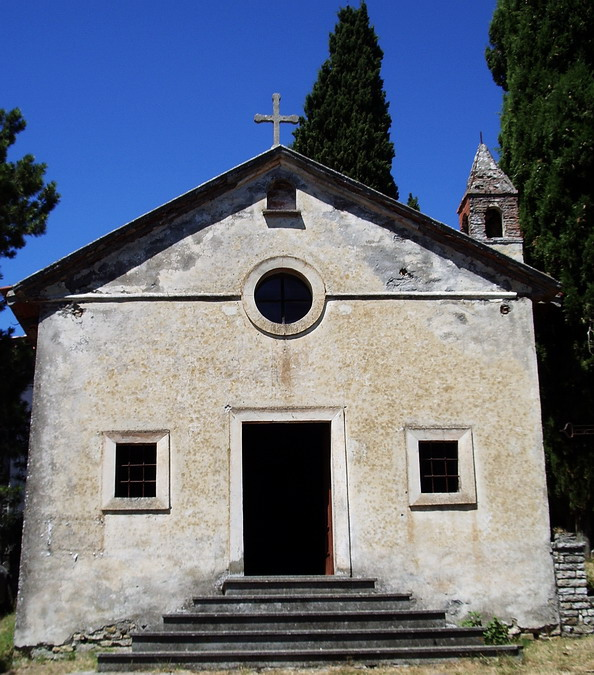
L'església de la I. Concepció (Montevitozzo)
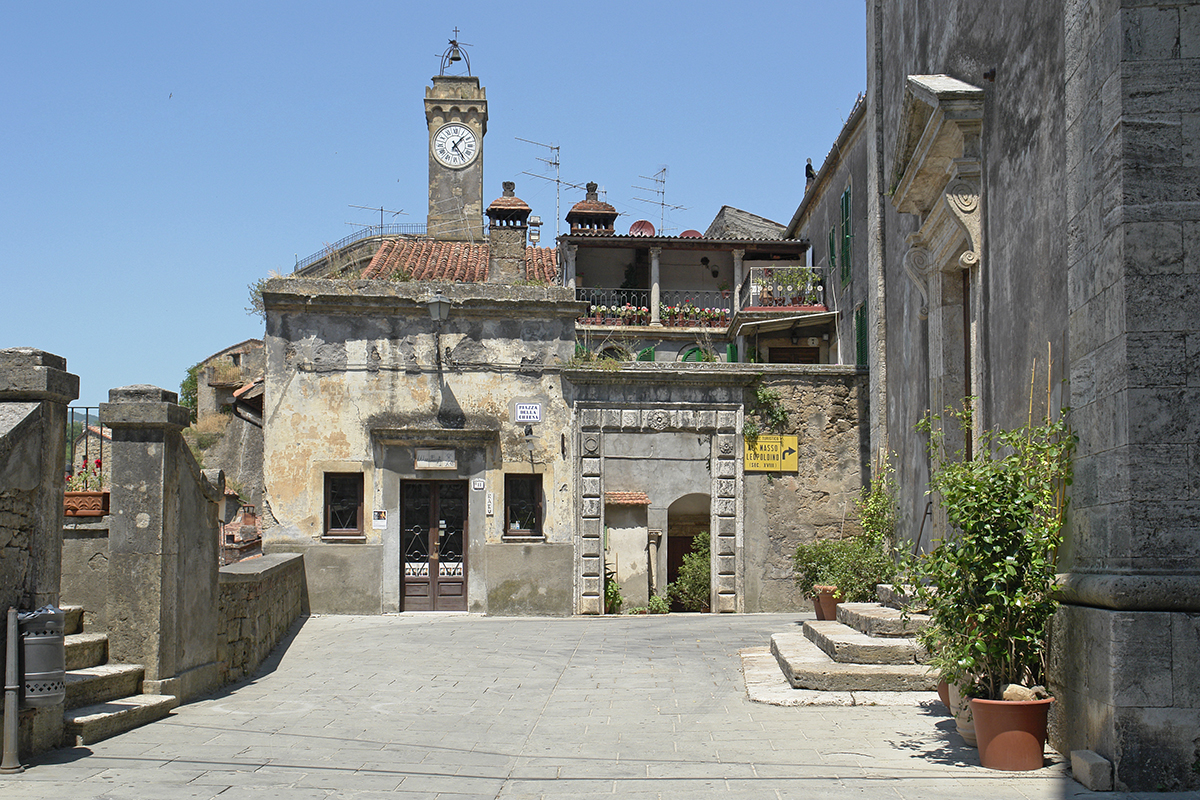
Plaça de l'església
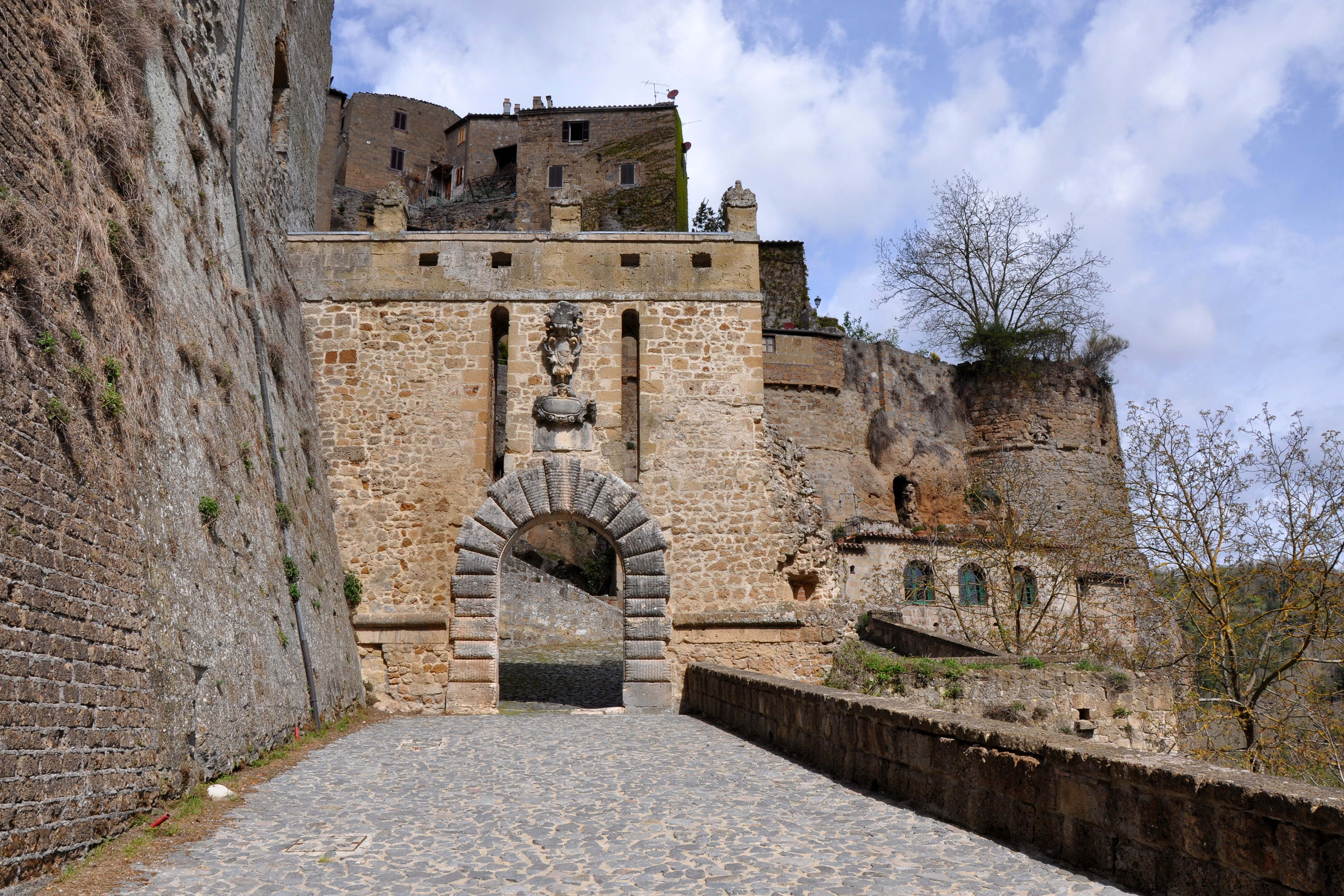
Porta dei Merli
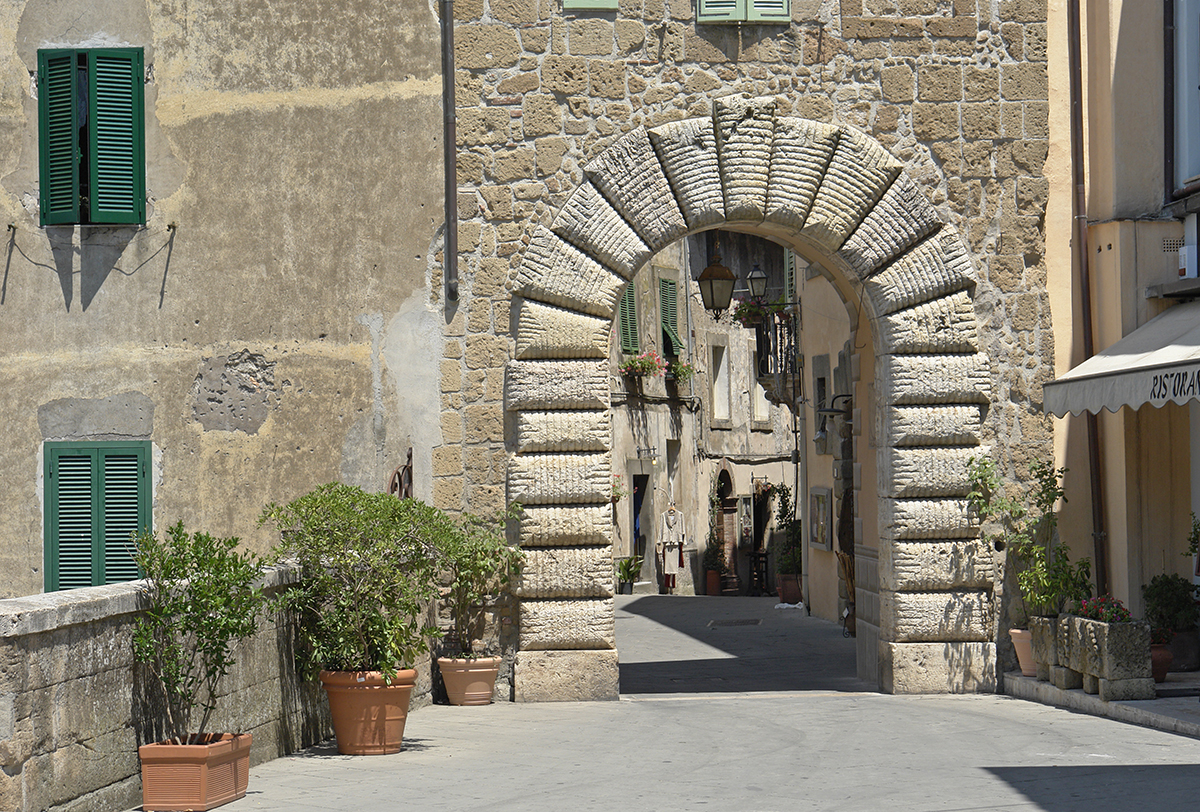
Porta di Sopra